# Juden in Stendal

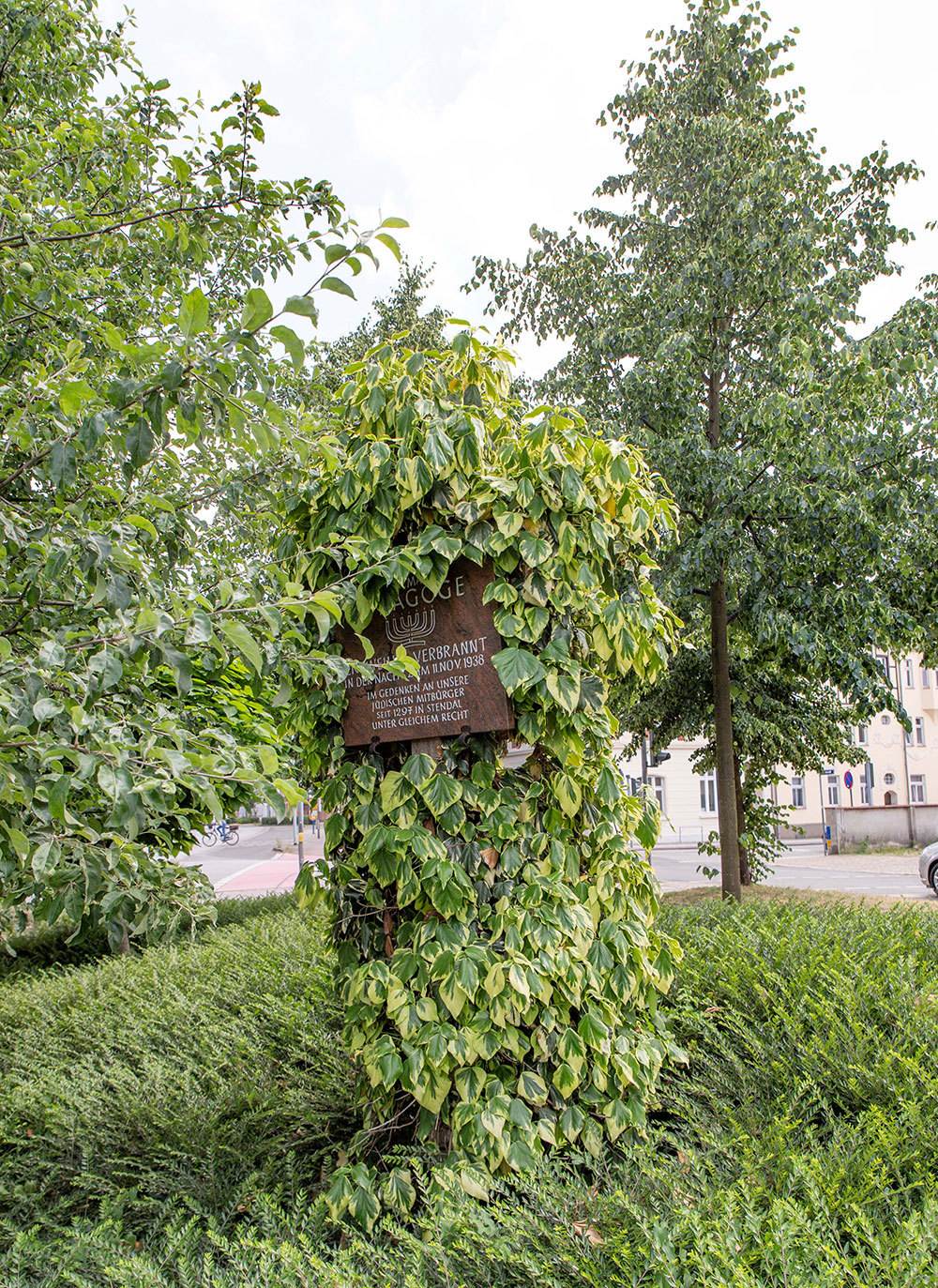
Gedenkstein für die zerstörte Synagoge, 2018

Juden in Stendal hat es vom 13. Jahrhundert bis zur Vernichtung 1942 gegeben.

## Geschichte
Im Mittelalter zählte die jüdische Gemeinde zu Stendal zu den größten auf dem Gebiet des heutigen Sachsen-Anhalt und entwickelte zeitweise ein blühendes Gemeinwesen. Bereits im 13. Jahrhundert wurde eine Synagoge errichtet.
Am 4. April 1297 schlossen die Stadtgemeinde Stendal und die Markgrafen Otto IV. und Konrad I. von Brandenburg ein Übereinkommen, in dem die Rechte (Privilegien) der Juden in Stendal aufgelistet werden, die so genannte Judenordnung von Stendal. Darin werden auf ausdrücklichen Wunsch der Stadtgemeinde “Judeis nunc civitatem Stendale inhabitantibus et futuris temporibus inhabitandis” (deutsch: „den in Stendal jetzt und künftig wohnenden Juden“) u. a. folgende Rechte zugebilligt:

“Judei comuni jure gaudeant civitatis et a dictis consulibus tamquam burgenses eorum proprii tueantur”

„Juden dürfen die Rechte der Stadt in Anspruch nehmen und sind von den Konsuln wie die Bürger zu schützen.“

Juden, die sich in der Stadt niederlassen wollen, müssen ein bestimmtes Kapital nachweisen („summam decem marcarum“ = 10 Mark). Außerdem werden die Modalitäten für Steuerzahlungen, Geldverleih und Gerichtsfälle geregelt. In Punkt 7 wird festgehalten, dass alle Stendaler Juden durch die Räte der Stadt vor den Übergriffen durch Bevollmächtigte des Markgrafen zu schützen sind.
Mit dem Ende der Herrschaft der Askanier Anfang des 14. Jahrhunderts kam es zu politischen Wirren und zu Streitereien zwischen verschiedenen Parteien, die die Nachfolge der Askanier in Brandenburg beanspruchten. Die Stendaler Juden hatten ihre Schutzherren verloren, ihr Leben wurde schwieriger. 1329 kam es mit Agnes von Brandenburg, der Witwe des Markgrafen Waldemar, zu einem Übereinkommen, „ihr über sechs aufeinanderfolgende Jahre 20 Mark Silber zu Martini“ zu zahlen, unabhängig von einer guten oder schlechten Wirtschaftslage.
Während der großen Pest, als es europaweit zu Pogromen an den Juden kam, denen man die Schuld an der Pest zuschob, kam es auch in Stendal zu einem Pogrom. 1351 reagierte Ludwig der Brandenburger auf die Vorfälle mit einer Amnestie, in der u. a. erklärt wird, dass alle Taten im Zusammenhang mit der Judenverfolgung „für immer tot sein und weiterhin nicht judiziert bleiben sollen“.
Juden konnten sich zwar im Prinzip ab diesem Zeitpunkt wieder in Stendal ansiedeln, scheinen aber nach den Quellen kaum davon Gebrauch gemacht zu haben.
Für die folgenden Jahre gibt es nur wenige Quellen über jüdisches Leben in Stendal. Allerdings wird 1790 eine Betstube in der Stadt erwähnt. 1863 existierte in einem Wohnhaus in der Weberstraße ein als Synagoge genutzter Raum. 1865 wurde ein jüdischer Friedhof angelegt, der sich direkt neben dem örtlichen christlichen Friedhofsgelände befand. Vor diesem Zeitpunkt nutzte die jüdische Gemeinde den Friedhof in Tangermünde, 1887 wurde die neue Synagoge am Ostwall feierlich eröffnet. In dem repräsentativen Gebäude befand sich auch die Schule der Gemeinde.
1905 lebten in Stendal 82 Juden bei einer Bevölkerungszahl von 23.273 Personen.
In den 1930er Jahren kam es auch in Stendal zu Übergriffen auf Juden. Gleichzeitig nahm die Zahl der jüdischen Einwohner der Stadt kontinuierlich ab. Waren es 1932 noch rund 80 Personen und 1937 noch 61, so sank ihre Zahl 1939 auf nur noch 23 Personen. Im November 1938 wurde die Synagoge in Brand gesteckt, konnte jedoch durch das Eingreifen der Feuerwehr gerettet werden. Nach den Novemberpogromen 1938 wurden alle Juden in das sogenannte „Judenhaus“ auf dem Grundstück der Synagoge umgesiedelt und 1942 deportiert.
Heute erinnern noch einige Stolpersteine, ein Gedenkstein an der Ecke Bruchstraße/Ostwall an die Synagoge, sowie der gut erhaltene Jüdische Friedhof Stendal an die jüdische Gemeinde.